# Караичное (Луганская область)
Караичное (укр. Караїчне) — село, относится к Троицкому району Луганской области Украины.
Население по переписи 2001 года составляло 154 человека. Почтовый индекс — 92141. Телефонный код — 6456. Занимает площадь 12,5 км². Код КОАТУУ — 4425488003.

## Местный совет
92141, Луганська обл., Троїцький р-н, с. Ями  (укр.)